# Perigrapha centralasiae
Perigrapha centralasiae är en fjärilsart som beskrevs av Max Bartel 1906. Perigrapha centralasiae ingår i släktet Perigrapha och familjen nattflyn. Inga underarter finns listade i Catalogue of Life.